# Peter Gallagher
Peter Killian Gallagher (New York, 19 augustus 1955) is een Amerikaans acteur.
Gallagher heeft in zo'n 64 films en televisieseries gespeeld, maar brak pas echt door in de populaire televisieserie The O.C. als Sandy Cohen. In 2006 bracht hij de cd Seven Days In Memphis uit.
Van 2003 tot 2007 had hij een hoofdrol in de populaire televisieserie The O.C. als Sandy Cohen. Hij heeft alle vier de seizoenen meegedaan.
Gallaghner is de vader van actrice Kathryn Gallagher.

## Filmografie
- Biblioteca Nacional de España: XX1126665
- Bibliothèque nationale de France: cb14027997h (data)
- Gemeinsame Normdatei: 129593680
- International Standard Name Identifier: 0000 0001 1833 893X
- Library of Congress Control Number: n92110627
- MusicBrainz: fe5ec64d-267c-4b8d-a405-7c1b67788930
- Nationale Bibliotheek van Tsjechië: xx0169578
- Nationale Bibliotheek van Israël: 987007452336605171
- Nationale Bibliotheek van Polen: a0000001247623
- Nederlandse Thesaurus van Auteursnamen: 126923558
- Système universitaire de documentation: 067227953
- Virtual International Authority File: 117896008
- WorldCat: E39PBJmtBWchrmFC487YTBk7HC